# Velimir Kljaić
Velimir Kljaić (Danilo Gornje kraj Šibenika, 10. veljače 1946. – Zagreb, 12. kolovoza 2010.), hrvatski je rukometni trener, osvajač zlatne medalje na Olimpijskim igrama u Atlanti 1996. godine, koja je bila prva olimpijska zlatna medalja za hrvatski šport.
Kao rukometaš igrao je za RK Medveščak od 1963. do 1976. godine te za Klagenfurt od 1976. do 1980. godine. Kao rukometni trener, osvojio je dva naslova prvaka Hrvatske i dva hrvatska kupa s RK Zagrebom. Bio je trener u Njemačkoj 15 godina te izbornik rukometnih reprezentacija Egipta i Kuvajta. S njemačkim klubom SG Wallau-Massenheim osvajio je njemački kup i prvenstvo 1992. godine, te primio nagradu za trenera godine. Njegov sin Nenad Kljaić, poznati je hrvatski rukometaš i trener.
Umro je od raka pluća.